# Pionen White Mountains
Il Pionen White Mountains è un centro elaborazione dati svedese. Tale centro è sito a Stoccolma ed è uno dei più grandi data center del mondo. Ospita centinaia di database di importanti organizzazioni ed è uno dei principali ISP (internet service providers) della Svezia.
La sua struttura altamente avveniristica è stata scavata nella roccia. Il centro si caratterizza per la presenza di elementi strutturali in vetro ed acciaio; l'originalità del progetto ricorda le location di molti film d'azione. Originariamente la costruzione era un bunker antiatomico utilizzato dai militari durante la guerra fredda ed è tuttora capace di resistere all'esplosione di una bomba nucleare. Una volta acquistato dalla Bahnhof (Società di servizi via internet), è stato ristrutturato nel biennio 2007-2008. Per la ristrutturazione dei locali e la realizzazione di ulteriori stanze dove collocare il personale informatico, sono stati rimossi circa 4000 metri cubi di roccia. Ciò si è reso necessario poiché questa struttura è posta sotto il centro della città di Stoccolma, ed è ricoperta da uno strato roccioso (granito) di 30 metri.
L'illuminazione è artificiale; l'arredo e l'ambientazione interna, con una particolare illuminazione e la presenza di piante, rendono il Pionen White Mountains un luogo avveniristico. 
I suoi database contengono milioni di dati, foto e documenti. Fra questi, i dati del sito WikiLeaks (un sito di acquisizione e divulgazione di notizie e documenti riservati provenienti da tutto il mondo) che grazie a sistemi di complessa cifratura garantisce la segretezza delle fonti e l'inviolabilità dei dati archiviati.